# Thüringische Kultur

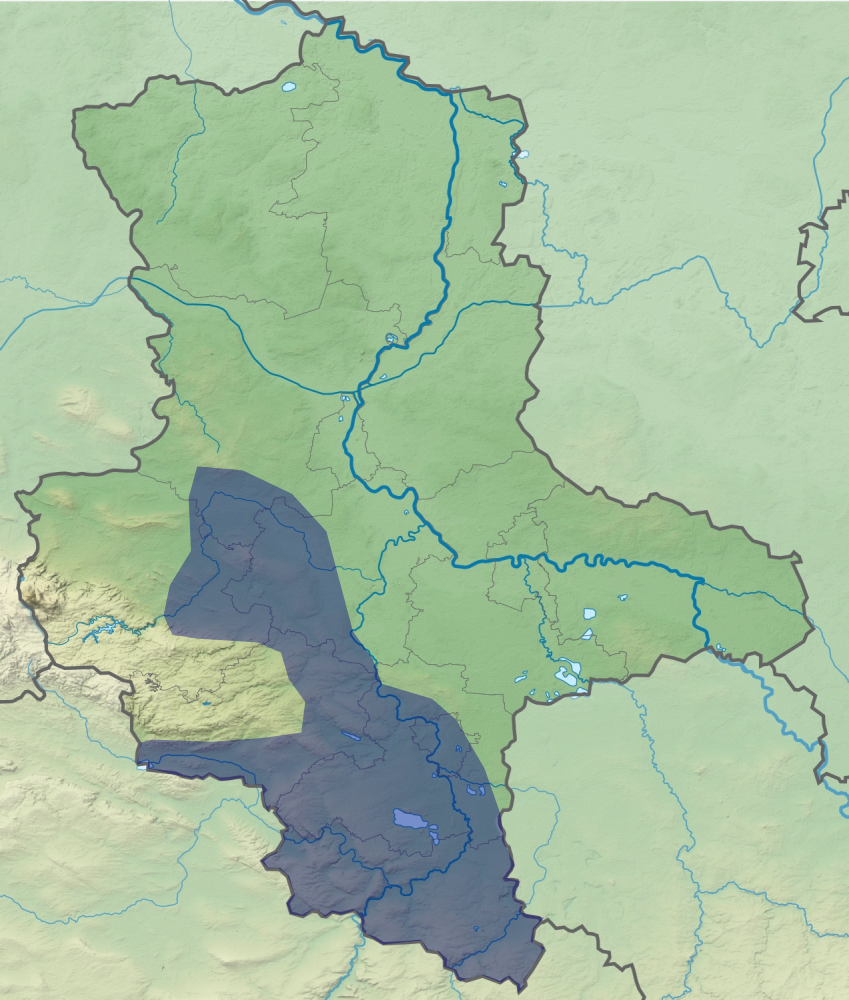
Verbreitungsgebiet der Thüringischen Kultur in Sachsen-Anhalt

Die Thüringische Kultur ist eine archäologische Kultur, die von etwa 750 v. Chr. bis etwa 300 v. Chr. (Vorrömische Eisenzeit) datiert wird. Vorhergehende Kultur war die Unstrutgruppe von 1300 v. Chr. bis 750 v. Chr. Wichtigste nachfolgende Kultur ist die Naumburger Gruppe von 300 v. Chr. bis 60 v. Chr.

## Verbreitung
Die Thüringische Kultur war vom Thüringer Becken bis zum mittleren Saalegebiet verbreitet. Benachbart war im Norden die Hausurnenkultur, im Nordosten die Billendorfer Kultur. Zudem weist die Thüringische Kultur Einflüsse aus dem hessischen und mittelrheinischen Raum auf. Ab 575 v. Chr. verminderte sich das Verbreitungsgebiet der Thüringischen Kultur, als die sich formierende Jastorf-Kultur begann, ihr Gebiet auszudehnen.
Gleichzeitige, benachbarte Kulturgruppen während der frühen vorrömischen Eisenzeit von 750 v. Chr. bis 480 v. Chr. sind:
- Billendorfer Kultur (750–450 v. Chr.)
- Hausurnenkultur (750–525/450 v. Chr.)

## Bestattung

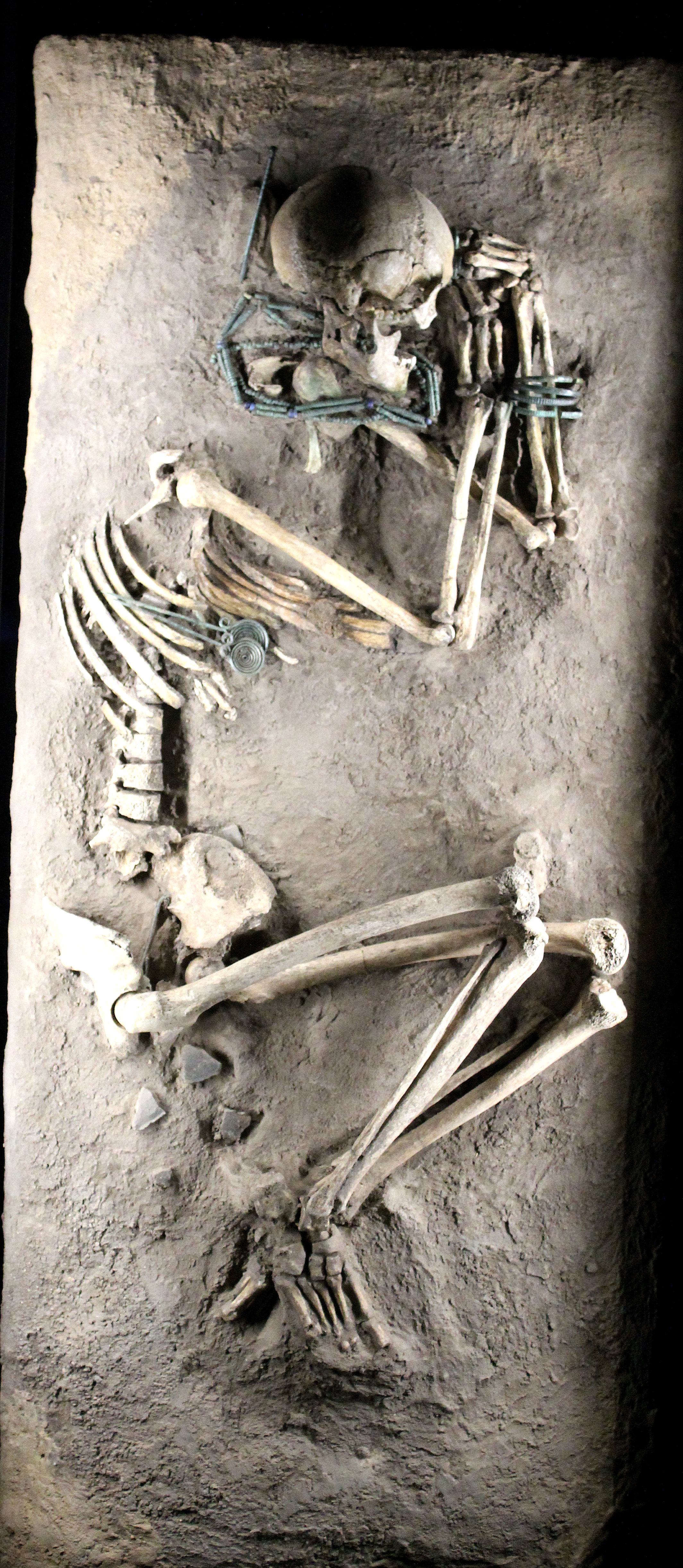
Körperbestattung einer Frau aus der Oberschicht der Thüringischen Kultur aus Halle-Trotha; Landesmuseum für Vorgeschichte, Halle

Anfänglich dominierte die Brandbestattung, diese wurde jedoch teils von der Körperbestattung abgelöst, deren Nutzung durch eine Oberschicht ab der Zeit um 575 zunehmend einsetzte. Der Großteil der Bevölkerung blieb nach wie vor bei der Brandbestattung.

## Einordnung
Die archäologischen Kulturen der Spätbronzezeit gingen ohne Unterbrechung in die der frühen Eisenzeit von 720 v. Chr. bis 480 v. Chr. über. Die Billendorfer Kultur folgte auf die Lausitzer Kultur, die Hausurnenkultur auf die Saalemündungsgruppe sowie die Thüringische Kultur auf die Unstrutgruppe. Wirtschaft und Siedlungsweise in der frühen Eisenzeit blieben weitgehend die während der späten Bronzezeit. Kupfer und Zinn treten nach wie vor nur an wenigen Orten auf, Eisen hingegen, das sich in der Regel als Raseneisenerz gewinnen ließ, wies eine weite natürliche Verbreitung auf.
Die Thüringische Kultur bildete im 6. Jahrhundert v. Chr. zusammen mit anderen archäologischen Gruppen des Mittelgebirgsraumes den nördlichen Rand der Hallstattkultur. Dies trifft auch für das 5. und 4. Jahrhundert v. Chr. und die Latènekultur zu. Die Zusammengehörigkeit der eisenzeitlichen Kulturen zeigt sich bei Körperbestattungen der Thüringischen Kultur, deren Schmuck sowohl  hallstättischen als auch keltischen Schmuck imitiert.
In den anschließenden Jahrhunderten der späten Eisenzeit, in denen die Naumburger Gruppe auf die Thüringische Kultur folgte, behielt diese Region, trotz der Einflüsse der frühgermanischen Jastorf-Kultur, ihren singulären keltoiden Charakter bei.